# 18e régiment d'aviation d'assaut de la Garde
Pour les articles homonymes, voir 18e régiment.
Le 18e régiment d'aviation d'assaut de la Garde « Vitebsk », double Drapeau rouge, Ordre de Souvorov et de la Légion d'honneur « Normandie-Niémen » (18-й гвардейский штурмовой авиационный полк), est une unité aérienne militaire des forces armées de l'URSS qui a notamment participé à la Seconde Guerre mondiale sur le front de l'Est. Aujourd'hui l'unité fait partie des forces aérospatiales de la fédération de Russie.

## Histoire
Elle est organisée à l'origine à partir du 6e régiment d'aviation de chasse entre le 28 février et le 15 mai 1942 dans le district militaire sibérien. Elle reçoit le statut d'unité de la Garde conformément l'Ordre n° 70 du 7 mars 1942. Le régiment combat dans la Grande Guerre patriotique, gagnant la renommée en France en incorporant les aviateurs français du régiment de chasse 2/30 Normandie-Niémen. Le régiment participe à la guerre de Corée, avant d'opérer plus tard dans les forces armées de la fédération de Russie. À partir de mars 1952, l'unité est basée à Galionki (kraï du Primorié), dans l'Extrême-Orient russe.
Il faut attendre mars 1993 pour une réorganisation en une unité штурмовой (littéralement « attaque au sol »), portant l'unité militaire numéro 21806 ; étant auparavant équipée du Mikoyan-Gourevitch MiG-27 « Flogger ». Au cours des années 1990 et 2000, il fait partie de la 303e division d'aviation mixte de la 11e armée de l'air et des forces de défense aérienne.
L'unité fusionne avec le 187e régiment d'aviation d'assaut dans la 6983e base aérienne de la Garde en décembre 2009, mais est ensuite reformé à Chernigovka (kraï du Primorié), toujours en Extrême-Orient, en 2013. En 2019, l'unité comprendrait deux escadrons de Soukhoï Su-25 « Frogfoot ».